# 152 Eskadra Myśliwska
152 eskadra myśliwska – pododdział lotnictwa myśliwskiego Wojska Polskiego w II Rzeczypospolitej.
Eskadra został sformowana na lotnisku Porubanek na bazie rozformowanej 143 eskadry myśliwskiej z Torunia.
W kampanii wrześniowej 1939 walczyła w składzie Armii „Modlin”.
Godło eskadry: „Kondor walczący” w kolorze czerwonym na tle białego równoramiennego krzyża.

## Eskadra w okresie pokoju
Rozkaz Ministerstwa Spraw Wojskowych DDO L. dz. 4359 z 19 lipca 1937 nakazał powołanie w 5 pułku lotniczym  dwueskadrowego dywizjonu myśliwskiego na lotnisku lotnisku Porubanek
Jego 152 eskadra myśliwska została sformowana na podstawie rozkazu L. 2007/tjn. II-1 Ministra Spraw Wojskowych z 9 października 1937 na bazie rozformowanej 143 eskadry myśliwskiej z Torunia. Razem ze 151 eskadrą myśliwską weszła w skład III dywizjonu myśliwskiego.
Wyposażenie eskadry stanowiły samoloty PZL P.11.
Na przełomie lat 1937 i 1938 eskadra doskonaliła wewnętrzne formy organizacyjne. Piloci poświęcali czas na  szkolenie teoretyczne i praktyczne.
W marcu 1938 Polska wystosowała ultimatum wobec Litwy, żądając nawiązania stosunków dyplomatycznych. Swoje żądania polska strona poparła demonstracją militarną. Częścią tej demonstracji była koncentracja eskadr myśliwskich i liniowych prawie wszystkich pułków lotniczych w Wilnie. Zgromadzone w Porubanku samoloty 111., 112., 151. i 152 eskadry myśliwskiej 17 marca wykonały demonstracyjny lot wzdłuż granicy polsko-litewskiej na odcinku Święciany–Druskienniki. Na czele formacji leciał mjr pil. Edward Więckowski ze swoim dywizjonem, a za nim III/1 dywizjon myśliwski z Warszawy. Lot odbył się na wysokości 1000 m. Nie wolno było pod żadnym pozorem przekraczać granicy litewskiej.
Wiosną i latem 1938 realizowano program doskonalenia myśliwskiego zakończony szkołą ognia na poligonie Pohulanka.
W listopadzie 1938 piloci eskadry po raz pierwszy polecieli na zawody lotnictwa myśliwskiego w Toruniu. Byli to: ppor. Anatol Piotrowski i kpr. Stanisław Brzeski. Na zawodach ekipa III/5 dywizjonu zajęła zespołowo I miejsce.

## Działania eskadry w 1939
Wiosną 1939 piloci odbyli szkołę ognia na poligonie Pohulanka. 
W lipcu 1939 eskadra wystawiała klucze alarmowe na przechwycenie obcych samolotów pojawiających się na znacznej wysokości w rejonie lotniska Porubanek. Mimo kilku alarmowych startów, nie udało się przechwycić obcych samolotów.
W końcu lipca przydzielono do eskadry dwóch podchorążych pilotów ostatniego rocznika Szkoły Podchorążych Lotnictwa w Dęblinie.

### Mobilizacja eskadry
Mobilizację sierpniową eskadra przeprowadziła na lotnisku Porubanek. W godzinach porannych 24 sierpnia wszystkie samoloty eskadry odleciały na lotnisko alarmowe Jaszuny. Sprzęt i wyposażenie zostały przerzucone transportem samochodowym, a następnie na lotnisko polowe eskadry transportem kolejowym.

### Walki eskadry w kampanii wrześniowej

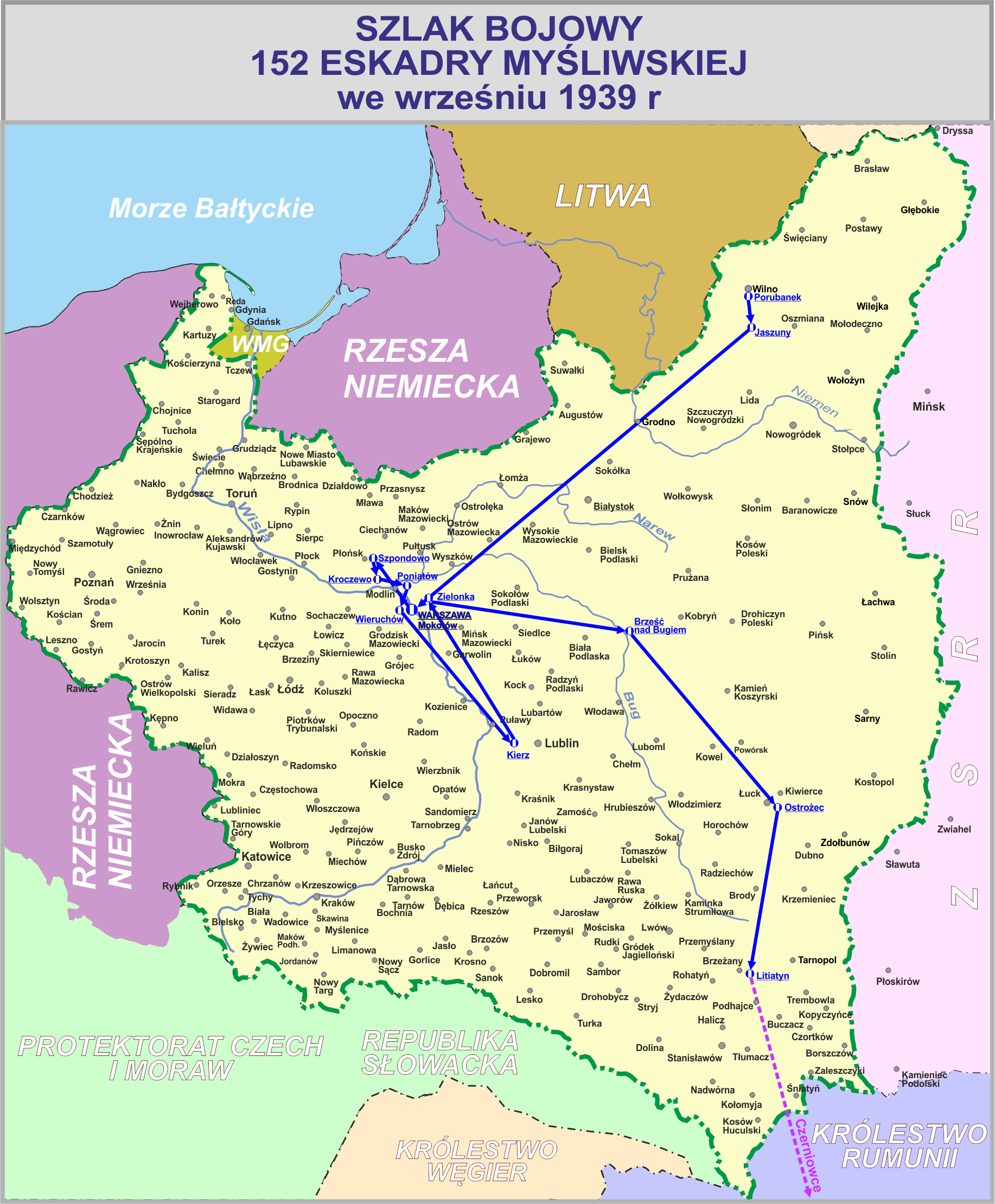

1 września dowódca III/5 dywizjonu myśliwskiego powiadomił personel eskadry o wybuchu wojny. W alarmie postawiono 9 samolotów.
Około 16.00 posterunek obserwacyjno-meldunkowy przekazał dowódcy dywizjonu o dużym zgrupowaniu niemieckich samolotów lecących w kierunku Warszawy. Wystartowały trzy klucze alarmowe: mjr Więckowski z bocznymi pchor. Waszkiewiczem i kpr. Brzeskim, por. Imiela z plut. Bolcem i kpr. Jodą i ppor. Piotrowskiego z ppor. Burym-Burzymskim i kpr. Popławskim. Klucze Imieli i Piotrowskiego uderzyły na człon lecący nad lotniskiem Szpondowo. Podporucznik Piotrowski zniszczył samolot bombowy Do 17, a ppor. Bury-Burzymski zestrzelił w okolicy Płońska samolot bombowy He 111. Z chwilą wyczerpania amunicji, piloci pojedynczo wrócili do Szpondowa. Nie powrócił ppor. Anatol Piotrowski. Klucz mjr. Więckowskiego zaatakował pięć Heinkli 111 kierujących się na Modlin. Niemieckie samoloty wyrzuciły bomby na okoliczne łąki i odleciały na północ. Sukcesy pierwszego spotkania z Luftwaffe zostały okupione stratą jednego pilota i 3 samolotów.
2 września eskadra nie wykonywała zadań bojowych. Personel techniczny naprawiał postrzelane samoloty, a porucznik Imiela na RWD-8 sprawdzał tereny pod przyszłe lotniska eskadry. 
3 września klucz ppor. Burego-Burzymskiego z pchor. Babiańskim i plut. Bełcem osłaniał marsz 8 Dywizji Piechoty. W trakcie patrolowania piloci zaatakowali wyprawę 12 He-111 osłanianą przez 2 klucze Bf-110. W walce plut. pil. Marian Bełc zestrzelił samolot myśliwski Bf 110.
Po południu kpr. Brzeski otrzymał rozkaz by zniszczyć nieprzyjacielski balon obserwacyjny w rejonie Gruduska. Tak relacjonuje przebieg działań:

[...] W dniu 3 września wykonuję samodzielnie lot na zestrzelenie niemieckiego balonu obserwacyjnego w m. Grudusk. Spotkałem balon na wysokości 70 metrów. Zapaliłem go wykonując atak po dojściu lotem koszącym. Trójka Me-109 patrolująca nad balonem nie widząc mnie – nie atakuje. Za to własna obrona przeciwlotnicza ziemna w dolocie i drodze powrotnej trafia mój samolot w kilku miejscach, uszkadzając go. W drodze do Gruduska napotkałem dużą formację niemieckiej kawalerii i zaatakowałem z lotu koszącego, powodując wśród Niemców duże zamieszanie.

4 września osłonę wyprawy 41 eskadry rozpoznawczej wykonały 2 klucze pod dowództwem por. Wolińskiego. W locie powrotnym ppor. Bury-Burzymski oraz kpr. Brzeski zestrzelili balon obserwacyjny. Zestrzelony został też samolot kpr. Brzeskiego . Pilot tak relacjonował przebieg zdarzenia:

...W drodze powrotnej z ubezpieczenia naszej wyprawy bombowej, zbliżając się z ppor. Burzymskim do niemieckiego balonu lotem koszącym mój samolot zostaje trafiony w zbiornik benzyny. Ląduję przymusowo w m. Baby k. Ciechanowa. Samolotu nie spaliłem, gdyż byłem ostrzeliwany przez dywersantów z m. Sokółek. Tego samego dnia na wypożyczonym rowerze powróciłem do eskadry.

Na skutek krytycznej sytuacji Armii „Modlin”, dowództwo lotnictwa nakazało natychmiastowe wycofanie podległych jednostek lotniczych z przedpola Modlina za Wisłę i Narew. Eskadra otrzymała zadanie przegrupowania się do Kroczewa, a potem na lotnisko Poniatów. Rzut kołowy, mając duże trudności z zabraniem sprzętu, odjechał w nocy.
5 i 6 września trwały przegrupowania. Brakowało koordynacji. O świcie 5 samolotów odleciało do Poniatowa. Zadań bojowych nie wykonywano. Przed wieczorem nadszedł rozkaz odlotu eskadry do Babic, a następnego dnia ...  do Wieruchowa. Wobec sprzecznych rozkazów dowódca eskadry pojechał do sztabu lotnictwa w Jabłonnie, a tam otrzymał rozkaz przesunięcia rzutu powietrznego na lotnisko Kierz i wejścia pod rozkazy dowódcy Brygady Pościgowej. Rzut kołowy miał odjechać do Jędrzejowa.
Rano 7 września pięć samolotów eskadry wylądowało  na lotnisku Kierz. Po południu klucz por. Wolińskiego rozpoznawał ruchy wojsk nieprzyjacielskich na odcinku Bug–Narew. Wykryto włamanie w okolicy Różana. Rzut kołowy nadal przebywał w Jędrzejowie. Do dyspozycji płk. Tadeusza Praussa, samolotem RWD-8, odleciał do Jabłonny pchor. Babiański.
8 września  piloci eskadry wykonywali loty patrolowe. Rozproszono między innymi formację Dornierów 17 kierujących się na Lublin. Zestrzeleń w tym dniu nie było.
9 września klucz ppor. Burego-Burzymskiego z kapralami Brzeskim i Popławskim stoczył walkę z 12 He-111. Polacy zniszczyli 3 He-111. W walce uszkodzony został samolot ppor. Burzymskiego. Po południu, dowodzący w zastępstwie eskadrą, por. Woliński otrzymał rozkaz odlotu eskadry na lotnisko Zielonka z zadaniem osłony mostów warszawskich przed zbombardowaniem. 
10 września ppor. Bury-Burzymski poleciał w rejon Barcic strącić balon obserwacyjny. Niemcy dostrzegli polskiego lotnika i balon ściągnęli. Klucz: por. Woliński i st. szer. Popek walczył z grupą Heinkli. Po walce Popek lądował przymusowo koło Siennicy i rozbił samolot. Pilot wrócił na rowerze do jednostki. Po południu por. Wesołowski ze 151 eskadry myśliwskiej przywiózł rozkaz przelotu 152 eskadry do Brześcia na lądowisko Adamków.
11 września na lotnisku Wielgolas dokonywano przeglądów technicznych samolotów. Piloci odpoczywali. W południe kpt. Włodzimierz Łazoryk otrzymał rozkaz od dowódcy Lotnictwa, by przygotować eskadrę do przelotu na lotnisko Okęcie i oczekiwać rozkazu startu do 15.00. Ponieważ nie otrzymano potwierdzenia  – piloci odlecieli do Brześcia lądując w Adamkowie.
12 września trzy PZL P.11 eskadry stały ukryte w lasku przy polu wzlotów. Do płk. Praussa w Jeruzalu poleciał na RWD-8 pchor. Babiański. W locie powrotnym lądował przymusowo w Łosicach, uszkadzając samolot. W międzyczasie samoloty 152 eskadry odleciały do Ostrożca.
13 września nie wykonywano lotów. Eskadrze nie postawiono zadań.
14 września, z powodu braku paliwa, eskadra nadal nie wykonywała lotów. W dniu następnym na resztkach benzyny odleciała do Litiatyna. Zadań bojowych nie wykonywano.
16 września oczekiwano na reorganizację Brygady Pościgowej. Nadwyżka personelu latającego miała udać się do Kut. Ppor. Burzymski z kapralami Brzeskim i Popławskim ubezpieczali lotnisko na zasadzce pod Brzeżanami.
17 września po południu dwa P.11 pilotowane przez poruczników Imielę i Wolińskiego odleciały do Czerniowiec w Rumunii. Rzut kołowy pod dowództwem kpt. Łazoryka przekroczył granicę polsko–rumuńską w nocy z 18 na 19 września.
| Zestrzelenia      | Zestrzelenia                 | Zestrzelenia                 | Zestrzelenia                 |
| ----------------- | ---------------------------- | ---------------------------- | ---------------------------- |
|                   | Pewne                        | Prawdopodobne                | Uszkodzenia                  |
| 8                 |                              | 1                            |                              |
| Straty eskadry    |                              |                              |                              |
| Polegli           | ppor. pil. Anatol Piotrowski | ppor. pil. Anatol Piotrowski | ppor. pil. Anatol Piotrowski |
| Samoloty          |                              |                              |                              |
| Stan              | Uzupełnienie                 | Zniszczone                   | Ewakuacja                    |
| 9 P.11c i 1 P.11a | 0                            | 8                            | 2                            |

## Obsada personalna eskadry
| Stanowisko        | Stopień, imię i nazwisko         |
| ----------------- | -------------------------------- |
| dowódca eskadry   | kpt. Włodzimierz Mikołaj Łazoryk |
| zastępca dowódcy  | por. Kazimierz Wolinski          |
| oficer techniczny | ppor. Przesław Sadowski          |
| piloci            | ppor. Edward Henryk Gruba        |
| piloci            | ppor. Zygmunt Jan Kinel          |
| piloci            | ppor. Kazimierz Łukaszewicz      |
| piloci            | ppor. Anatol Piotrowski          |

| Dowództwo eskadry | Dowództwo eskadry                     |
| Stanowisko | Stopień, imię i nazwisko              |
| --- | ------------------------------------- |
| dowódca eskadry | kpt. pil. Włodzimierz Łazoryk         |
| zastępca dowódcy eskadry | por. pil. Marian Imiela               |
| oficer techniczny eskadry | ppor. tech. Przemysław Sadowski       |
| szef mechaników | st. majster wojsk. Władysław Domagała |
| szef administracyjny | sierż. Ludwik Skórczewski             |
| Personel techniczny i piloci |                                       |
| Personel techniczny | Piloci                                |
| st. sierż. Jan Drozd sierż. Feliks Dydek sierż. Franciszek Jezierski sierż. Augustyn Opaliński sierż. Stanisław Wójcik plut. Jan Antczak plut. Lucjan Gradecki plut. Ludwik Koput plut. Wacław Pieczeniewski plut. Oskar Zieliński kpr. Feliks Jaruszewski kpr. Stanisław Góralski kpr. Józef Maksymowicz kpr. Bolesław Małyszuk kpr. Konstanty Wincza kpr. Henryk Węgrzyk kpr. Jan Wojtas st. szer. Edward Małolepszy szer. Józef Kosacz | ppor. pil. Jan Bury-Burzymski         |
| st. sierż. Jan Drozd sierż. Feliks Dydek sierż. Franciszek Jezierski sierż. Augustyn Opaliński sierż. Stanisław Wójcik plut. Jan Antczak plut. Lucjan Gradecki plut. Ludwik Koput plut. Wacław Pieczeniewski plut. Oskar Zieliński kpr. Feliks Jaruszewski kpr. Stanisław Góralski kpr. Józef Maksymowicz kpr. Bolesław Małyszuk kpr. Konstanty Wincza kpr. Henryk Węgrzyk kpr. Jan Wojtas st. szer. Edward Małolepszy szer. Józef Kosacz | ppor. pil. Anatol Piotrowski          |
| st. sierż. Jan Drozd sierż. Feliks Dydek sierż. Franciszek Jezierski sierż. Augustyn Opaliński sierż. Stanisław Wójcik plut. Jan Antczak plut. Lucjan Gradecki plut. Ludwik Koput plut. Wacław Pieczeniewski plut. Oskar Zieliński kpr. Feliks Jaruszewski kpr. Stanisław Góralski kpr. Józef Maksymowicz kpr. Bolesław Małyszuk kpr. Konstanty Wincza kpr. Henryk Węgrzyk kpr. Jan Wojtas st. szer. Edward Małolepszy szer. Józef Kosacz | pchor. pil. Mieczysław Babiański      |
| st. sierż. Jan Drozd sierż. Feliks Dydek sierż. Franciszek Jezierski sierż. Augustyn Opaliński sierż. Stanisław Wójcik plut. Jan Antczak plut. Lucjan Gradecki plut. Ludwik Koput plut. Wacław Pieczeniewski plut. Oskar Zieliński kpr. Feliks Jaruszewski kpr. Stanisław Góralski kpr. Józef Maksymowicz kpr. Bolesław Małyszuk kpr. Konstanty Wincza kpr. Henryk Węgrzyk kpr. Jan Wojtas st. szer. Edward Małolepszy szer. Józef Kosacz | pchor. pil. Stanisław Kędzierski      |
| st. sierż. Jan Drozd sierż. Feliks Dydek sierż. Franciszek Jezierski sierż. Augustyn Opaliński sierż. Stanisław Wójcik plut. Jan Antczak plut. Lucjan Gradecki plut. Ludwik Koput plut. Wacław Pieczeniewski plut. Oskar Zieliński kpr. Feliks Jaruszewski kpr. Stanisław Góralski kpr. Józef Maksymowicz kpr. Bolesław Małyszuk kpr. Konstanty Wincza kpr. Henryk Węgrzyk kpr. Jan Wojtas st. szer. Edward Małolepszy szer. Józef Kosacz | pchor. pil. Mieczysław Waszkiewicz    |
| st. sierż. Jan Drozd sierż. Feliks Dydek sierż. Franciszek Jezierski sierż. Augustyn Opaliński sierż. Stanisław Wójcik plut. Jan Antczak plut. Lucjan Gradecki plut. Ludwik Koput plut. Wacław Pieczeniewski plut. Oskar Zieliński kpr. Feliks Jaruszewski kpr. Stanisław Góralski kpr. Józef Maksymowicz kpr. Bolesław Małyszuk kpr. Konstanty Wincza kpr. Henryk Węgrzyk kpr. Jan Wojtas st. szer. Edward Małolepszy szer. Józef Kosacz | plut. pil. Marian Bełc                |
| st. sierż. Jan Drozd sierż. Feliks Dydek sierż. Franciszek Jezierski sierż. Augustyn Opaliński sierż. Stanisław Wójcik plut. Jan Antczak plut. Lucjan Gradecki plut. Ludwik Koput plut. Wacław Pieczeniewski plut. Oskar Zieliński kpr. Feliks Jaruszewski kpr. Stanisław Góralski kpr. Józef Maksymowicz kpr. Bolesław Małyszuk kpr. Konstanty Wincza kpr. Henryk Węgrzyk kpr. Jan Wojtas st. szer. Edward Małolepszy szer. Józef Kosacz | kpr. pil. Stanisław Brzeski           |
| st. sierż. Jan Drozd sierż. Feliks Dydek sierż. Franciszek Jezierski sierż. Augustyn Opaliński sierż. Stanisław Wójcik plut. Jan Antczak plut. Lucjan Gradecki plut. Ludwik Koput plut. Wacław Pieczeniewski plut. Oskar Zieliński kpr. Feliks Jaruszewski kpr. Stanisław Góralski kpr. Józef Maksymowicz kpr. Bolesław Małyszuk kpr. Konstanty Wincza kpr. Henryk Węgrzyk kpr. Jan Wojtas st. szer. Edward Małolepszy szer. Józef Kosacz | kpr. pil. Antoni Joda                 |
| st. sierż. Jan Drozd sierż. Feliks Dydek sierż. Franciszek Jezierski sierż. Augustyn Opaliński sierż. Stanisław Wójcik plut. Jan Antczak plut. Lucjan Gradecki plut. Ludwik Koput plut. Wacław Pieczeniewski plut. Oskar Zieliński kpr. Feliks Jaruszewski kpr. Stanisław Góralski kpr. Józef Maksymowicz kpr. Bolesław Małyszuk kpr. Konstanty Wincza kpr. Henryk Węgrzyk kpr. Jan Wojtas st. szer. Edward Małolepszy szer. Józef Kosacz | kpr. pil. Aleksander Popławski        |
| st. sierż. Jan Drozd sierż. Feliks Dydek sierż. Franciszek Jezierski sierż. Augustyn Opaliński sierż. Stanisław Wójcik plut. Jan Antczak plut. Lucjan Gradecki plut. Ludwik Koput plut. Wacław Pieczeniewski plut. Oskar Zieliński kpr. Feliks Jaruszewski kpr. Stanisław Góralski kpr. Józef Maksymowicz kpr. Bolesław Małyszuk kpr. Konstanty Wincza kpr. Henryk Węgrzyk kpr. Jan Wojtas st. szer. Edward Małolepszy szer. Józef Kosacz | st. szer. pil. Mieczysław Popek       |

## Samoloty eskadry
We wrześniu 1939 eskadra posiadała dziewięć samolotów PZL P.11c i jeden samolot PZL P.11a.

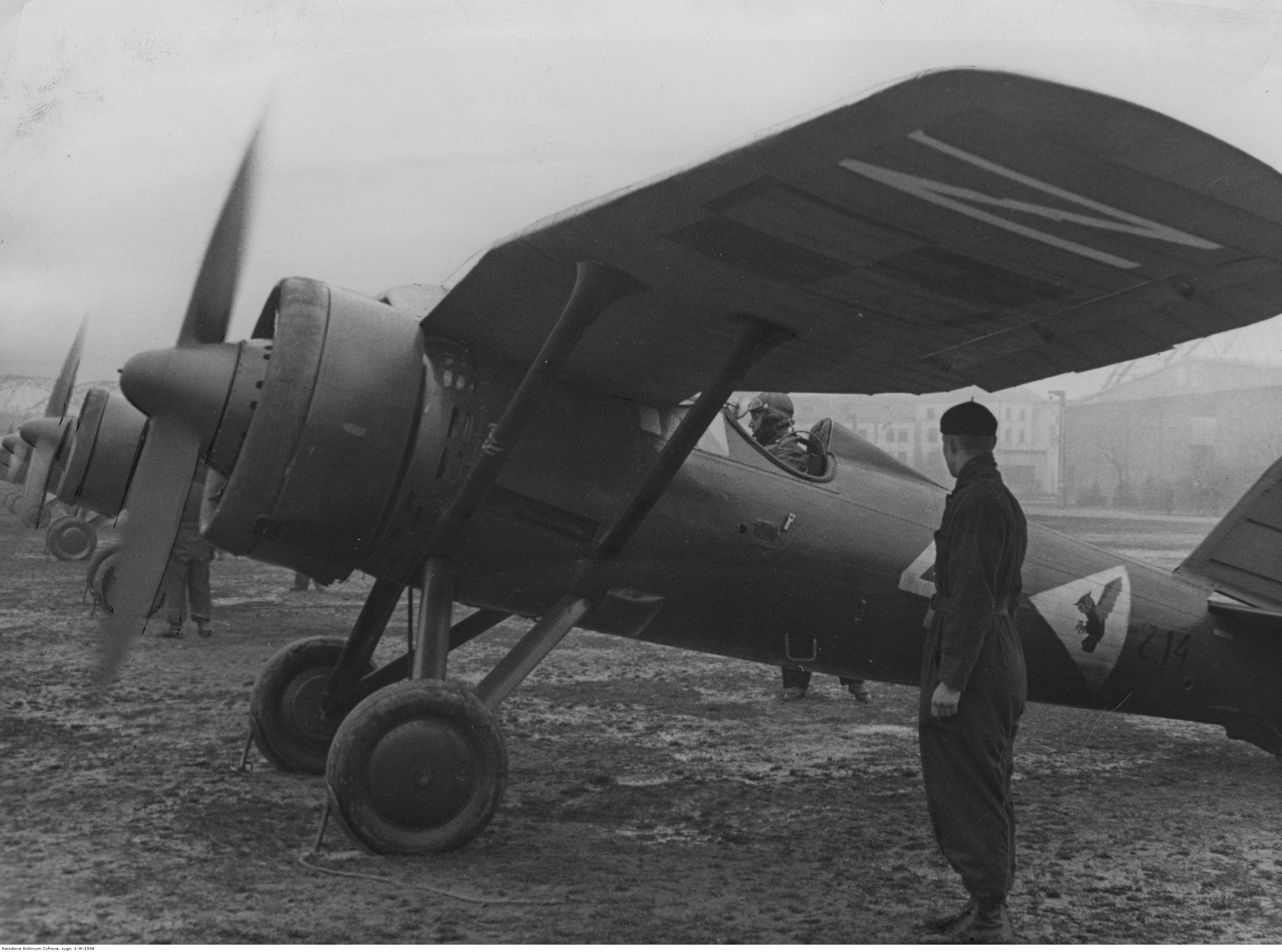
PZL P.11a
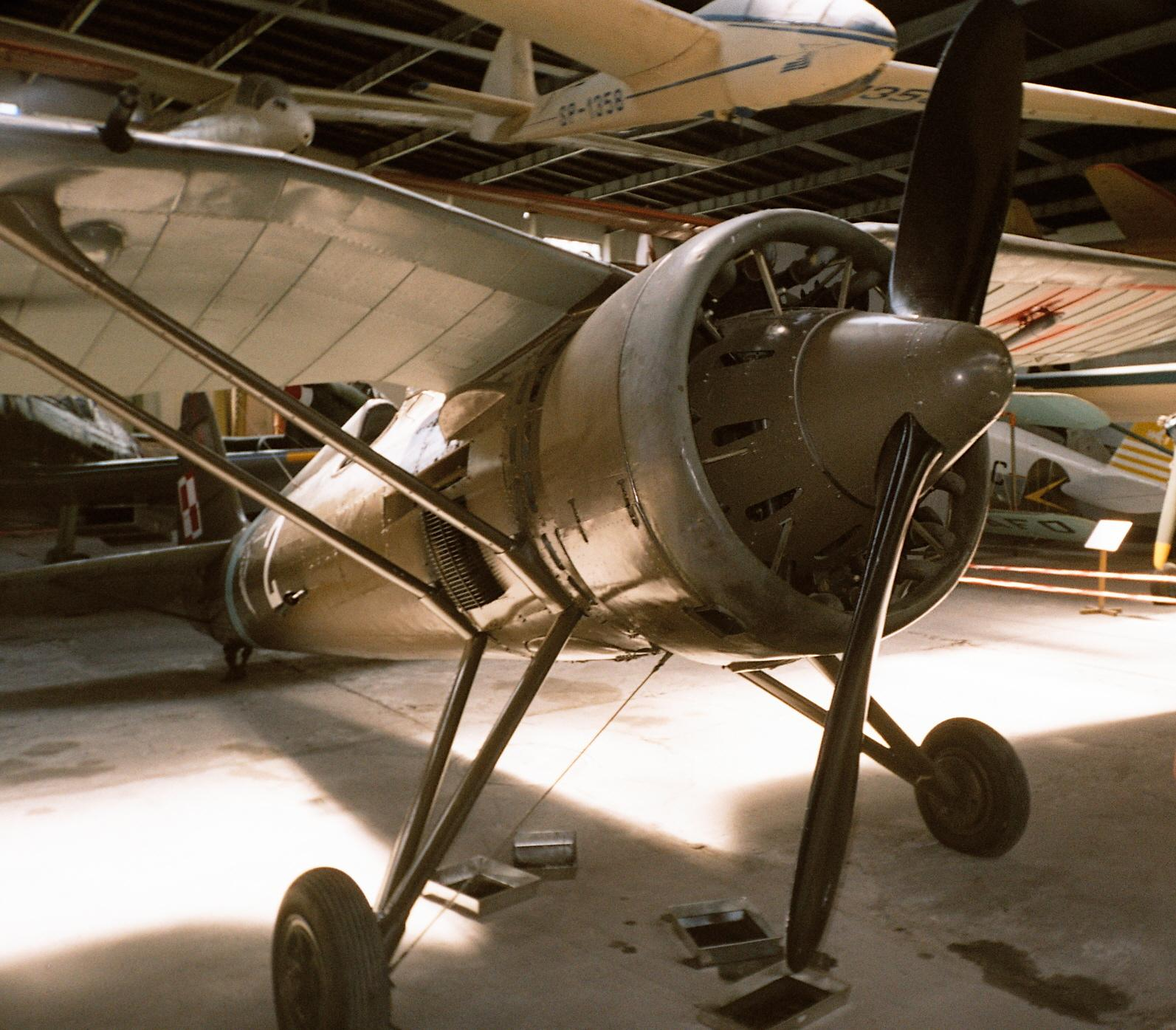
PZL P.11c (1936–1939)

## Upamiętnienie
- Tradycje 152 eskadry myśliwskiej w Polskich Siłach Zbrojnych kultywował stacjonujący w Wielkiej Brytanii 317 dywizjon myśliwski.

## Wypadki lotnicze
- 3 lipca 1939 zderzyli się w powietrzu: ppor. pil. Edward Gruba i kpr. pil. Edward Zdzitowiecki. Piloci ponieśli śmierć[12][8].